# Victor Campenaerts
Victor Campenaerts (Hoboken, 28 oktober 1991) is een Belgisch wielrenner die sinds 2025 voor Team Visma-Lease a Bike uitkomt. Hij specialiseerde zich in het tijdrijden en veroverde onder meer de Belgische en Europese titel binnen deze discipline. Tussen 2019 en 2022 was hij werelduurrecordhouder. Campenaerts focust zich op een carrière als klassiek wegrenner sinds 2021 met ritwinst datzelfde jaar in de Giro en een ritwinst in de Tour de France in 2024 als hoogtepunten.

## Carrière

### Kinderjaren
Victor Campenaerts begon zijn sportloopbaan als zwemmer. Op zesjarige leeftijd trainde hij driemaal per week in het zwembad. De sportdiscipline lag hem niet, maar hij ontwikkelde enkele basisattitudes die later in zijn carrière nog van pas zouden komen: het volgen van een dagelijks trainingsschema, wedstrijdmentaliteit en focus op de sport. Zijn lichaamsbouw liet niet toe om door te breken als zwemmer, dus richtte hij zijn pijlen op andere horizonten. Geïnspireerd door zijn grote idool, hij was fan van Sven Nys, droomde hij ervan om deel te nemen aan een veldrit. Ondanks de beperkte training hield hij conditioneel zeer goed stand bij de Nieuwelingen. Het ontbrak hem echter wel nog aan techniek.
Vooraleer hij de overstap naar het wielrennen maakte, koos Campenaerts voor de triatlon om zo zijn zwemcapaciteiten en fietsvaardigheden te combineren. Hij nam succesvol deel aan de ingangsproeven voor de triatlontopsportschool en trainde er voor het eerst op een wetenschappelijke manier onder de hoede van Kurt Lobbestael. Die leerde hem om te focussen op de details, wat hij meenam in zijn latere carrière. Als triatleet was hij sterk in het zwemmen en fietsen, maar stootte op zijn grenzen tijdens het lopen. Door enkele blessures en mislopen overwinningen stapelden de frustraties zich stilaan op bij de jonge Campenaerts.
Uiteindelijk besliste hij zich ten volle op het wielrennen te richten. Kurt bleef zijn trainer en samen slaagden ze erin om wedstrijden bij de jeugdcategorie te winnen. In 2013 werd Campenaerts geselecteerd voor Lotto Belisol U23 (de belofteploeg van Lotto Belisol). Datzelfde jaar werd hij onder meer Belgisch en Europees Kampioen tijdrijden bij de Beloften. Dit resulteerde in een profcontract bij Topsport-Vlaanderen. 

### Professionele carrière

#### 2014
Bij Topsport-Vlaanderen kon Campenaerts leren hoe het was om prof te zijn. Tijdens zijn eerste jaar bij de profs veroverde hij een 7de plek op het Belgisch kampioenschap tijdrijden. Dit resulteerde in een selectie op het wereldkampioenschap tijdrijden, waar hij 17de werd. 

#### 2015
In 2015 bevestigde Campenaerts dat hij zijn plek in het profpeloton waard was met een overwinning in onder meer: de Duo Normand en het jongerenklassement in de Ronde van Wallonië waar hij ook 2de eindigde in het algemeen klassement. Deze prestaties zorgden ervoor dat hij op het einde van het seizoen de overstap kon maken naar LottoNL-Jumbo. 

#### 2016
Door de overstap moest Campenaerts afscheid nemen van zijn trainer Kurt Lobbestael. De goede omkadering binnen het LottoNL-Jumbo-team zorgde ervoor dat hij zijn niveau nog verder kon opkrikken. Hij werd Belgisch Kampioen tijdrijden, 2de op het Europees Kampioenschap tijdrijden en 5de op het wereldkampioenschap tijdrijden. 

#### 2017
In 2017 won Campenaerts de 3de etappe van de Ronde van Andalusië (een tijdrit over 12 km), een 2de plaats op het Belgisch kampioenschap tijdrijden en als kers op de taart werd hij Europees kampioen tijdrijden te Herning. Daarnaast behaalde hij een 7de plaats op het Wereldkampioenschap tijdrijden.
Tijdens de tijdrit in de Ronde van Italië moest Campenaerts zijn krachten sparen omdat hij de dag erna moest knechten voor zijn kopman Steven Kruiswijk in de etappe naar Bagno di Romagna. Campenaerts maakte van de gelegenheid gebruik om zijn toenmalige ‘crush’ op date te vragen door de woorden ‘Carlien daten?’ op zijn borst te schrijven en deze te ontbloten op het startpodium van de tijdrit.  De actie werd opgepikt door het nieuws, maar leverde hem ook een boete op van de UCI. LottoNl-Jumbo was evenmin opgezet met de stunt en beschreef deze als onprofessioneel. Dit zou de relatie tussen beide doen bekoelen en op het einde van het seizoen keerde hij terug naar Lotto Soudal.  

#### 2018
Campenaerts kreeg bij Lotto Soudal de kans zich volledig te ontplooien en op het tijdrijden toe te spitsen. Hij werkte opnieuw samen met zijn oude trainer Kurt Lobbestael en liet zich omringen door een kinesist, arts en een wetenschapper om professioneler te kunnen werken. Dit wierp zijn vruchten af. In 2018 werd Campenaerts opnieuw Belgisch kampioen tijdrijden en Europees kampioen tijdrijden te Glasgow. tijdens het wereldkampioenschap tijdrijden in Innsbruck behaalde hij een bronzen medaille en werd zo de eerste Belg die een podiumplaats op een wereldkampioenschap tijdrijden behaalde.
Door zijn prestaties ontving Campenaerts op het einde van het seizoen de kristallen fiets, een prijs die door het Laatste Nieuws wordt uitgedeeld aan de beste Belgische wielrenner van het afgelopen wielerseizoen.

#### 2019
In 2019 plande Campenaerts om het werelduurrecord aan te vallen. Zijn prestaties tijdens het vorige seizoen bezorgen hem binnen Lotto Soudal de vrijheid en middelen om zich hier ten volle volle op te kunnen focussen. Na een hoogtestage van 2 maanden in Namibië was het op 16 april 2019 zo ver. Na een rustige start waarbij hij een klein beetje tijd moest prijsgeven op toenmalig werelduurrecordhouder Bradley Wiggins, kon Campenaerts het tij keren en tegen halfweg had hij al een voorsprong uitgebouwd van 18 seconden. Hij wist deze voorsprong naar het einde nog meer uit te diepen met een doel voor ogen: de kaap van de 55 km. Hij overschreed de kaap en het nieuwe werelduurrecord bedroeg 55,089 km, ofwel 2 rondes meer dan het vorige wereldrecord.  Campenaerts was de vierde Belgische houder van het werelduurrecord na Oscar Van den Eynde (1897),  Ferdinand Bracke (1967) en Eddy Merckx (1972).
Daarnaast won hij dat jaar de 7de rit van de Tirreno Adriatico en de 4de rit in de Baloise Belgium tour. In het eindklassement eindigde hij op de 2de plek, net na Remco Evenepoel.

#### 2020
Binnen Lotto Soudal was er geen plaats meer voor Campenaerts. Hij vond onderdak bij NTT. Na een onderbreking van enkele maanden ten gevolge van de coronacrisis behaalde hij een aantal keer een 2de plaats in een rittenkoers (op het Belgische kampioenschap, in de afsluitende tijdrit van de Tirreno-Adriatico, en in zowel de 19de rit als de afsluitende tijdrit van de Ronde van Italië). Op het wereldkampioenschap tijdrijden behaalde Campenaerts een 8ste plek. 

#### 2021
Na verscheidene ereplaatsen in een grote ronde, was het in 2021 prijs voor Vocsnor, zoals zijn bijnaam luidt. In de 15de etappe van de Ronde van Italië viel hij meteen na het startschot aan. De ontsnapping bleef het peloton voor en Campenaerts versloeg in een tweesprint de Nederlander Oscar Riesebeek.

#### 2022
Door financiële problemen bij zijn team Qhubeka NextHash moest Campenaerts een nieuw team zoeken. Hij koos voor een rentree bij Lotto-Soudal. Eind 2024 verlaat hij Lotto-Dstny met transfer naar Visma-Lease a Bike.

## Persoonlijk
Van 2018 tot 2021 had Campenaerts een relatie met de Belgische voormalige topzwemster Fanny Lecluyse. Samen namen ze deel aan de Container Cup, een ludieke competitie tussen sporters van verschillende sporttakken. Victor zette uiteindelijk een tijd neer van 10:05:43 waarmee hij een 7de plaats behaalde. Fanny werd 3de bij de vrouwen. Eind juli 2021 gingen ze uit elkaar.
In juni 2024 beviel zijn vriendin Nel Goerlandt van hun zoon. Ze vormen een koppel sinds 2022.

## Palmares

### Overwinningen

#### Baan
| Jaar  | BK                         | EK    | WK    | Overige |
| Elite | Elite                      | Elite | Elite | Elite   |
| ----- | -------------------------- | ----- | ----- | ------- |
| 2014  | achtervolging · 8e tijdrit |       |       |         |
| 2015  | achtervolging              |       |       |         |
| 2016  | achtervolging              |       |       |         |

#### Weg
2013
 Europees kampioen tijdrijden, Beloften
 Belgisch kampioen tijdrijden, Beloften
2015
 Jongerenklassement Ronde van Wallonië
Duo Normand (met Jelle Wallays)
2016
 Belgisch kampioen tijdrijden, Elite
2017
3e etappe Ruta del Sol (individuele tijdrit)
 Europees kampioen tijdrijden, Elite
2018
 Belgisch kampioen tijdrijden, Elite
 Europees kampioen tijdrijden, Elite
2019
7e etappe Tirreno-Adriatico (individuele tijdrit)
 Werelduurrecord (55,089 km)
4e etappe Ronde van België
2021
15e etappe Ronde van Italië
2022
Bergklassement Ronde van Wallonië
Tour of Leuven
2023
 Prijs van de strijdlust Ronde van Frankrijk
Druivenkoers Overijse
4e etappe (ITT) Ronde van Luxemburg
2024
18e etappe Ronde van Frankrijk
Criterium van Aalst (geen UCI-zege)
2025
3e etappe (TTT) Parijs-Nice

### Resultaten in voornaamste wedstrijden
| Jaar | Ronde van Italië | Ronde van Frankrijk | Ronde van Spanje |
| ---- | ---------------- | ------------------- | ---------------- |
| 2014 |                  |                     |                  |
| 2015 |                  |                     |                  |
| 2016 |                  |                     | 143e             |
| 2017 | opgave           |                     |                  |
| 2018 | opgave           |                     | 102e             |
| 2019 | 111e             |                     |                  |
| 2020 | 95e              |                     |                  |
| 2021 | opgave (1)       | opgave              |                  |
| 2022 |                  |                     |                  |
| 2023 |                  | 64e                 |                  |
| 2024 |                  | 81e (1)             | 111e             |
| 2025 |                  | 28e                 |                  |

| Jaar | Milaan-San Remo | Gent-Wevelgem | Ronde van Vlaanderen | Parijs-Roubaix | Amstel Gold Race | Luik-Bast.‑Luik | Ronde van Lombardije | Dwars door Vlaanderen | Brabantse Pijl | Omloop Het Nieuwsblad |  | WK op de weg |  | Wereldranglijsten |
| ---- | --------------- | ------------- | -------------------- | -------------- | ---------------- | --------------- | -------------------- | --------------------- | -------------- | --------------------- |  | ------------ |  | ----------------- |
| 2014 |                 |               |                      |                |                  | opgave          |                      |                       |                |                       |  |              |  |                   |
| 2015 |                 |               |                      |                |                  |                 |                      |                       | 25e            |                       |  |              |  |                   |
| 2016 |                 |               |                      |                |                  |                 |                      |                       |                |                       |  |              |  | 210e (UWT)        |
| 2017 |                 |               |                      |                |                  |                 |                      |                       | 9e             |                       |  |              |  |                   |
| 2018 |                 |               |                      |                |                  |                 |                      |                       |                |                       |  |              |  | 188e (UWT)        |
| 2019 |                 |               |                      |                |                  |                 |                      |                       |                |                       |  |              |  | 191e (UWR)        |
| 2020 |                 |               |                      |                |                  |                 |                      |                       |                |                       |  |              |  | 156e (UWR)        |
| 2021 | 81e             |               | 38e                  | opgave         |                  |                 | 99e                  | 29e                   | 17e            | 48e                   |  | 20e          |  |                   |
| 2022 |                 | 33e           | 33e                  | buit.tijd      | opgave           |                 |                      | 4e                    | 55e            | 5e                    |  |              |  |                   |
| 2023 |                 |               |                      |                |                  |                 |                      |                       |                | 62e                   |  | opgave       |  |                   |
| 2024 | 29e             |               | 27e                  |                |                  |                 |                      | 34e                   |                | 37e                   |  | opgave       |  |                   |
| 2025 | 87e             | 41e           |                      |                |                  |                 |                      |                       |                | 134e                  |  |              |  |                   |

### Resultaten in kleinere rondes
| Jaar | Parijs-Nice | Tirreno-Adriatico | Ronde van Catalonië | Ronde van het Baskenland | Ronde van Romandië | Critérium du Dauphiné | Ronde van België | Ronde van Polen | Ronde van Wallonië |
| ---- | ----------- | ----------------- | ------------------- | ------------------------ | ------------------ | --------------------- | ---------------- | --------------- | ------------------ |
| 2014 |             |                   |                     |                          |                    |                       | 39e              |                 |                    |
| 2015 |             |                   |                     |                          |                    |                       |                  |                 | ↑                  |
| 2016 | 113e        |                   |                     | buiten tijd              | opgave             | 115e                  |                  | 29e             |                    |
| 2017 |             |                   | 107e                |                          | 105e               |                       |                  |                 | 77e                |
| 2018 |             | 78e               |                     |                          | buiten tijd        |                       |                  |                 |                    |
| 2019 |             | 120e (1)          |                     |                          | 83e                |                       | ↑ (1)            |                 |                    |
| 2020 | opgave      | 93e               |                     |                          |                    |                       |                  |                 |                    |
| 2021 | 88e         |                   |                     |                          |                    |                       | opgave           |                 |                    |
| 2022 |             |                   |                     |                          |                    |                       | 5e               |                 | 16e                |
| 2023 |             |                   |                     |                          |                    | 82e                   |                  |                 |                    |
| 2024 | 43e         |                   |                     |                          |                    |                       |                  |                 |                    |
| 2025 | 56e         |                   |                     | opgave                   |                    |                       |                  |                 |                    |

## Ploegen
- 2010 –  Dijlespurters Mechelen
- 2011 –  Bianchi-Lotto-Nieuwe Hoop Tielen
- 2012 –  Bianchi-Lotto-Nieuwe Hoop Tielen
- 2013 –  Lotto Belisol U23
- 2014 –  Topsport Vlaanderen-Baloise
- 2015 –  Topsport Vlaanderen-Baloise
- 2016 –  Team LottoNL-Jumbo
- 2017 –  Team LottoNL-Jumbo
- 2018 –  Lotto Soudal
- 2019 –  Lotto Soudal
- 2020 –  NTT Pro Cycling
- 2021 –  Team Qhubeka-ASSOS
- 2022 −  Lotto Soudal
- 2023 −  Lotto-Dstny
- 2024 –  Lotto-Dstny
- 2025 –  Team Visma-Lease a Bike

## Onderscheidingen
- Kristallen Fiets: 2018

Campenaerts · De Pauw · De Buyst · De Jonghe · De Ketele · Declercq · Helven · Jacobs · Lampaert · Lietaer · Rickaert · Salomein · Sprengers · Steels · Theuns · Van Asbroeck · Van Hecke · Van Hoecke · Vanoverberghe · Van Staeyen · Vanbilsen · Vanspeybrouck · Vergaerde · Waeytens ·  Wallays
Campenaerts · Capiot · De Ketele · De Pauw · De Tier · Declercq · Helven · Jacobs · Lietaer · Naesen · Rickaert · Salomein · Sprengers · Steels · Theuns · Van Hecke · Van Hoecke · Van Lerberghe · Van Meirhaeghe · Vanoverberghe · Vanspeybrouck · Vergaerde · Jel.Wallays · Jen.Wallays
Battaglin · Bennett · Bouwman · Campenaerts · Castelijns · van Emden · Gesink · Goos · Groenewegen · Hofland · Keizer · Kelderman · Kruijswijk · Lammertink · Leezer · Lindeman · Martens · Roglič · Roosen · Tankink · Teunissen · Tjallingii · Van Asbroeck · Vanmarcke · Vermeulen · Wagner · van Winden · Wynants
Battaglin · Bennett · Boom · Bouwman · Campenaerts   · Castelijns · Clement · De Tier · van Emden · Gesink · Groenewegen · Jansen · Keizer · Kruijswijk · Lammertink · Leezer · Lindeman · Lobato · Martens · Olivier · Roglič · Roosen · Tankink · Tolhoek · Van den Broeck · Van Hoecke · Vermeulen · Wagner · Wynants · Janssen (stagiair)
Armée · Bak · Benoot · Campenaerts     · De Buyst · De Gendt · Debusschere · Frison · Greipel · Hansen · Hofland · Keukeleire · Lambrecht · Maes · Marczyński · Mertz · Monfort · Naesen · Shaw · Sieberg · Van der Sande · Vanendert · Wallays · Wellens · Wouters
Armée · Benoot · Blythe · Campenaerts   · De Buyst · De Gendt · Dewulf · Ewan · Frison · Hagen · Hansen · Iversen · Keukeleire · Kluge · Lambrecht · Maes · Marczyński · Mertz · Monfort · Naesen · Thijssen · Van der Sande · van Goethem · Van Moer · Vanendert · Vanhoucke · Wallays · Wellens · Wouters
Barbero · Battistella · Boasson Hagen · Campenaerts · Carbel · De Bod · Dlamini · Dyball · Gasparotto · Gebreigzabhier · Gibbons · Gogl · Iribe · Janse van Rensburg · King · Kreuziger · Mäder · Meintjes · Nizzolo  · O'Connor · Pozzovivo · Sobrero · Stokbro · Sunderland · Thomson · Tiller · Valgren · Walscheid · Wyss
Armée · Aru · Barbero · Bennett · Brown · Campenaerts · Claeys · Clarke · Dlamini · Frankiny · Gogl · Hansen · Henao · Janse van Rensburg · Lindeman · Nizzolo  · Pelucchi · Power · Pozzovivo · Schmid · Stokbro · Sunderland · Tanfield · Vacek · Vinjebo · Walscheid · Wiśniowski
Barbero (vanaf 1/5) · Beullens · Campenaerts · Conca · Cras · De Buyst · De Gendt · De Lie · Drizners · Ewan · Frison · Gilbert · Grignard · Holmes · Janse van Rensburg (vanaf 1/5) · Kluge · Kron · Małecki · Moniquet · Schwarzmann · Selig · Sweeny · Van Gils · Van Moer · Vanhoucke · Vermeersch · Verschaeve · Vervloesem · Wellens
Adamietz · Beullens · Campenaerts · De Buyst · De Gendt · De Lie · Drizners · Eenkhoorn · Ewan · Frison · Grignard · Guarnieri · Kron · Livyns · Menten · Moniquet · Paasschens · Schwarzmann · Segaert (vanaf 24/2) · Selig · Sepúlveda · Slock · Sweeny · Van de Paar · Van Eetvelt · Van Gils · Van Moer · Vanhoucke (vanaf 15/8) · Vermeersch
Adamietz · Berckmoes · Beullens · Campenaerts · Currie · De Buyst · De Gendt · De Lie · Drizners · Eenkhoorn · Gregaard · Grignard · Guarnieri · Kron · Livyns · Menten · Moniquet · Paasschens · Segaert · Taminiaux · Sepúlveda · Slock · Vandenabeele · Van de Paar · Van Eetvelt · Van Gils · Van Moer · Vanhoucke · Vermeersch

## Trivia
- Victor Campenaerts heeft een officieel supporterscafé: Café Mombasa in Borgerhout, dat mee werd opgericht door zijn nonkel, Bob Campenaerts. Bij gelegenheid rijdt hij een galarit met de wielerploegen van het café. Café Mombasa is naast Campenaerts ook gewijd aan de Borgerhoutse wielerlegende Stan Ockers.